# Voluma
Voluma es el segundo álbum de estudio de León Larregui integrante de Zoé. El disco se compone de 12 canciones totalmente escritas por el cantautor mexicano.
El segundo álbum como solista de León, retoma el aire romántico de Solstis y lo viste con arreglos que van del folk a la bossa nova y del rock clásico a las texturas electrónicas. Entre las canciones de Voluma, hay un poco de todo lo que ha convertido a Larregui en una de las figuras esenciales del rock alternativo mexicano: la psicodelia de “Tremantra", la melodía irresistible del sencillo “Locos” o la embriagadora balada “Mar”.

## Lista de canciones
Todas las canciones escritas y compuestas por León Larregui. 
| Voluma |                         |          |  |
| N.º    | Título                  | Duración |  |
| 1.     | «Locos»                 | 2:58     |  |
| 2.     | «Zombies»               | 3:47     |  |
| 3.     | «Mar»                   | 4:18     |  |
| 4.     | «Tremantra»             | 3:21     |  |
| 5.     | «Tiraste a Matar»       | 2:54     |  |
| 6.     | «Lattice»               | 4:12     |  |
| 7.     | «Visitantes»            | 4:08     |  |
| 8.     | «Visiones»              | 5:13     |  |
| 9.     | «Luna Llena»            | 3:13     |  |
| 10.    | «Birdie»                | 3:17     |  |
| 11.    | «Rue Vieille Du Temple» | 3:51     |  |
| 12.    | «Cero No Ser»           | 3:53     |  |

- Datos: Q29492839